# Cieśnina Katarzyny
Cieśnina Katarzyny (ros. Пролив Екатерины, proliv Jekatieriny) – cieśnina w Rosji, w obwodzie sachalińskim, położona pomiędzy wyspami Kunaszyr i Iturup w archipelagu Wysp Kurylskich. Łączy Morze Ochockie z Oceanem Spokojnym. Ma 23 km szerokości i od 150 do 500 m głębokości. Od lutego do marca jest zatkana dryfującym lodem, który napływa z północnej części Morza Ochockiego. Została nazwana w 1811 roku przez lejtnanta Wasilija Gołownina na cześć rosyjskiego statku transportowego „Jekatierina”, którym w 1792 roku ekspedycja pod przewodnictwem Adama Laksmana przepłynęła tę cieśninę po raz pierwszy, płynąc do Japonii. Rosyjskie okręty podwodne przepływają przez cieśninę na misjach bojowych.